# Willie Aames
Willie Aames (* 15. července 1960, Los Angeles, USA) je americký herec.
Znám je především v USA díky svým rolím ve filmech či seriálech jako Eight is Enough, Dungeons and Dragons nebo Charles in Charge. Účinkoval i v televizní soutěžní show The Krypton Factor. Účastnil se i natáčení telenovely Edge of Night nebo se objevil i v seriálu stanice ABC The Odd Couple.
Vystudoval školu Edison High School a v mládí působil i jako zpěvák a měl vlastní hudební skupinu, kde byl hlavním zpěvákem a kytaristou. Willie je rozvedený a žije se svou druhou ženou, herečkou Maylo McCaslin, se kterou má dceru Harleig Jean (narozena 1990). Z prvního manželství má syna Christophera (* 1981).